# Gisa Marehn
Gisa Marehn (auch: Gisa Diana Marehn; * 1971 in Berlin) ist eine deutsche Übersetzerin.

## Leben
Gisa Marehn absolvierte ein Studium des Isländischen, der Kulturwissenschaft und Geografie an der Berliner Humboldt-Universität und der Universität Reykjavík, das sie mit dem Magistergrad abschloss. Seit 1996 hält sie sich häufig in Island auf; sie war u. a. tätig an der Universität Island und der Deutschen Botschaft in Reykjavík. Seit 2003 übersetzt sie Belletristik aus dem Isländischen ins Deutsche. Marehn lebt heute in Flensburg. 

## Werke
- Viðhorf fólks til atvinnu og menntunar á Höfn, Reykjavík 2002 (unter dem Namen Gisa Diana Marehn, zusammen mit Hrefna Sylvía Sigurgeirsdóttir und Jóhanna Björg Þorsteinsdóttir)

## Übersetzungen
- Huldar Breiðfjörð: Liebe Isländer, Berlin 2011
- Vilborg Davíðsdóttir: Die Winterfrau, München 2011
- Óskar Hrafn Þorvaldsson: Isländisch Roulette, Berlin 2012
- Huldar Breiðfjörð: Schafe im Schnee, Berlin 2013
- Sólveig Pálsdóttir: Eiskaltes Gift, Berlin 2014
- Eva Þengilsdóttir: Nála. Ein Rittermärchen., Berlin 2018